# Regeringen Jonathan Motzfeldt V
Regeringen Jonathan Motzfeldt V var Grønlands femte regering som sad fra 7. juni 1988 til 17. marts 1991. Regeringen var en mindretalsregering med 5 landsstyremedlemmer fra Siumut.

## Regeringsdannelse
Knap et år efter at den forrige regeringskoalition mellem Siumut og Inuit Ataqatigiit var dannet i juni 1987, blussede de to partiers uenigheder op igen under den grønlandske valgḱamp til folketingsvalget i maj 1988. Uenighederne drejede sig denne gang om Grønlands medlemskab af NATO og uranudvinding i Kuannersuit, og både Atassut og Issittup Partiia gav tilsagn om at ville støtte en Siumut-mindretalsregering uden Inuit Ataqatigiit. Den nye regering med kun 5 Siumut landsstyremedlemmer blev godkendt i Landstinget 7. juni 1988 af alle partier på nær IA.

## Regeringen
Landsstyret bestod af disse medlemmer:
| Ressortområde                                                          | Minister | Minister           | Tiltrådt posten | Forlod posten   | Parti  |
| ---------------------------------------------------------------------- | -------- | ------------------ | --------------- | --------------- | ------ |
| Landsstyreformand                                                      |          | Jonathan Motzfeldt | 7. juni 1988    | 1. februar 1991 | Siumut |
| Landsstyreformand og Kultur, Uddannelse og Arbejdsmarked               |          | Jonathan Motzfeldt | 1. februar 1991 | 17. marts 1991  | Siumut |
| Landsstyremedlem for Økonomi, Handel og Trafik                         |          | Emil Abelsen       | 7. juni 1988    | 17. marts 1991  | Siumut |
| Landsstyremedlem for Fiskeri, Industri og Yderområder                  |          | Kaj Egede          | 7. juni 1988    | 17. marts 1991  | Siumut |
| Landsstyremedlem for Kultur, Undervisning, Uddannelse og Arbejdsmarked |          | Jens Lyberth       | 7. juni 1988    | 1. februar 1991 | Siumut |
| Landsstyremedlem for Sociale Forhold og Boliger                        |          | Moses Olsen        | 7. juni 1988    | 17. marts 1991  | Siumut |

Jens Lyberth fratrådte 1. februar 1991 for at blive ny direktør i KNR. Landsstyreformand Jonathan Motzfeldt overtog hans opgaver i regeringens sidste uger (der var ordinært landstingsvalg 5. marts 1991).